# Austrogymnocnemia edwardsi
Austrogymnocnemia edwardsi is een insect uit de familie van de mierenleeuwen (Myrmeleontidae), die tot de orde netvleugeligen (Neuroptera) behoort. 
Austrogymnocnemia edwardsi is voor het eerst wetenschappelijk beschreven door New in 1985.